# Холлэнд-колледж
Холлэнд-колледж — провинциальный общественный колледж канадской провинции Остров Принца Эдуарда. Училище получило своё имя в честь инженера британской армии и геодезиста капитана Сэмюэля Холланда. Значительная часть студентов представлена иностранцами, обучающимися по студенческим визам. 

## История
Колледж был основан в 1969 году правительством Острова Принца Эдуарда, возглавляемым премьер-министром Алексом Кэмпбеллом. Учреждение проходило в рамках политики реформы образования, предпринятой в рамках Комплексного плана развития Острова Принца Эдуарда. Преобразования привели к закрытию двух высших учебных заведения провинции, структурированных по религиозному признаку: Университет Св. Дунстана и Колледж Принца Уэльского. Это также привело к созданию неконфессионального Университета Острова Принца Эдуарда (UPEI) и Холлэнд-колледж. В 2015 году колледж стал уделять больше внимания набору иностранных студентов по студенческим визам. В последующие годы набор иностранных студентов увеличился, и к 2023 году колледж не смог обеспечить достаточное количество мест .

## Кампусы

### Шарлоттаун
- Кампус Принца Уэльского (Главный кампус)
- Центр Белмонта
- Центр туризма и кулинарии (Дом Кулинарного института Канады)

### Альбертон
- Кампус Вест-Принс

### Саммерсайд
- Кампус Summerside Waterfront
- Атлантическая полицейская академия, Слемон-Парк
- Центр морской подготовки

### Три-Риверс
- Джорджтаунский центр
- Монтегю Центр

## Программы
Holland College предлагает более 60 однолетних программ обучения с получением сертификата и двухлетних программ обучения с получением диплома.

## Стипендии
Колледж предлагает почти $500,000 в виде стипендий и грантов для студентов, имеющих на это право. В 2010 году колледж присоединился к Project Hero, стипендиальной программе, соучредителем которой был генерал (в отставке) Рик Хиллер для семей погибших членов канадских вооруженных сил.